# Joan Pedrol i Solanes
Joan Pedrol i Solanes (Lleida, 1959) és un enginyer tècnic agrícola, botànic i professor català. És professor a l'Escola Tècnica Superior d'Enginyeria Agrària, de la Universitat de Lleida.
El seu àmbit de recerca se centra en l'estudi de la corologia, sistemàtica i taxonomia de plantes vasculars i la conservació dels recursos fitogenètics. Destaca per haver col·laborat en el projecte de Flora Iberica, on n'és l'autor dels gèneres Asparagus, Ceratocarpus, Einadia, Halogeton, Leucanthemopsis, Littorella, Plantago, Polycarpon, Suaeda, Thesium, Thymelaea i ha sigut assessor de diferents volums de la mateixa obra. Fou redactor del projecte de creació i posteriorment director de l'Arborètum de Lleida (2009-2013). Actualment és membre de la secció de botànica de l'Institut d'Estudis Ilerdencs (IEI) i conservador de l'Herbarium Ilerdense (HBIL).

## Obres
- Conesa i Mor, Josep Antoni; Recasens, Jordi. Estructura i organització d'espermatòfits.  Universitat de Lleida, 2002. ISBN 84-8409-151-1.
- Recasens Guinjuan, Jordi; Pedrol i Solanes, Joan; Conesa i Mor, Josep Antoni. Itineràris botànics per els terres de Lleida: Les Garrigues, La Noguera, el Pla d'Urgell, la Segarra, el Segrià i l'Urgell.  Lleida: Ed. Pagès, 2014. ISBN 978-84-9975-490-1.